# Округ Парк (Вајоминг)
Округ Парк (енгл. Park County) је округ у америчкој савезној држави Вајоминг.

## Демографија
По попису из 2010. године број становника је 28.205, што је 2.419 (9,4%) становника више него 2000. године.
| Група             | 2000.          | 2010.          |
| Белци             | 24.356 (94,5%) | 26.090 (92,5%) |
| Афроамериканци    | 23 (0,1%)      | 56 (0,2%)      |
| Азијати           | 114 (0,4%)     | 166 (0,6%)     |
| Хиспаноамериканци | 959 (3,7%)     | 1.365 (4,8%)   |
| Укупно            | 25.786         | 28.205         |